# Deuxième circonscription d'Eure-et-Loir
La deuxième circonscription d'Eure-et-Loir est l'une des quatre circonscriptions législatives françaises que compte le département d'Eure-et-Loir (28), situé en région Centre-Val de Loire.

## Description géographique et démographique

### De 1958 à 1986
Le département avait trois circonscriptions.
La deuxième circonscription était composée de :
- canton d'Anet ;
- canton de Brezolles ;
- canton de Châteauneuf-en-Thymerais ;
- canton de Courville-sur-Eure ;
- canton de Dreux ;
- canton de La Ferté-Vidame ;
- canton de Maintenon ;
- canton de Nogent-le-Roi ;
- canton de Senonches.

(source : Journal officiel du 13-14 octobre 1958)

### Depuis 1988
La deuxième circonscription d'Eure-et-Loir est délimitée par le découpage électoral de la loi no 86-1197 du 24 novembre 1986, elle regroupe les divisions administratives suivantes :
- canton d'Anet ;
- canton de Brezolles ;
- canton de Châteauneuf-en-Thymerais ;
- canton de Dreux-Est ;
- canton de Dreux-Ouest ;
- canton de Dreux-Sud ;
- canton de La Ferté-Vidame ;
- canton de Senonches.

À la suite de la réforme des cantons de 2015, la circonscription se compose ainsi[réf. souhaitée] :
- canton d'Anet ;
- canton de Dreux-1 ;
- canton de Dreux-2 ;
- canton de Saint-Lubin-des-Joncherets ;
- 10 communes du canton d'Épernon[Lesquelles ?].

D'après le recensement général de la population en 1999, réalisé par l'Institut national de la statistique et des études économiques (INSEE), la population totale de cette circonscription est estimée à 104 312 habitants,.

## Historique des députations
| Législature | Début de mandat | Fin de mandat  | Député                 | Parti politique | Observations |
| ----------- | --------------- | -------------- | ---------------------- | --------------- | --- |
| Ire         | 9 décembre 1958 | 9 octobre 1962 | Edmond Thorailler      | UNR             | Mandat écourté à la suite d'une dissolution parlementaire décidée par Charles de Gaulle.                                                                       |
| IIe         | 6 décembre 1962 | 2 avril 1967   | Edmond Thorailler      | UNR-UDT         | |
| IIIe        | 3 avril 1967    | 30 mai 1968    | Émile Vivier           | SFIO            | Mandat écourté à la suite d'une dissolution parlementaire décidée par Charles de Gaulle.                                                                       |
| IVe         | 11 juillet 1968 | 1er avril 1973 | Edmond Thorailler      | UDR             | |
| Ve          | 2 avril 1973    | 2 avril 1978   | Maurice Legendre       | PS              | |
| VIe         | 3 avril 1978    | 22 mai 1981    | Martial Taugourdeau    | RPR             | Mandat écourté à la suite d'une dissolution parlementaire décidée par François Mitterrand.                                                                     |
| VIIe        | 2 juillet 1981  | 1er avril 1986 | Françoise Gaspard      | PS              | |
| VIIIe       | 2 avril 1986    | 14 mai 1988    | Aucun                  | Aucun           | Proportionnelle par département, pas de député par circonscription. Mandat écourté à la suite d'une dissolution parlementaire décidée par François Mitterrand. |
| IXe         | 23 juin 1988    | 2 octobre 1989 | Martial Taugourdeau,   | RPR,            | Élu sénateur, Martial Taugourdeau démissionne le 2 octobre 1989 provoquant une élection partielle. Marie-France Stirbois entre en fonction le 4 décembre 1989. |
| IXe         | 4 décembre 1989 | 1er avril 1993 | Marie-France Stirbois, | FN,             | Élu sénateur, Martial Taugourdeau démissionne le 2 octobre 1989 provoquant une élection partielle. Marie-France Stirbois entre en fonction le 4 décembre 1989. |
| Xe          | 2 avril 1993    | 21 avril 1997  | Gérard Hamel,          | RPR,            | Mandat écourté à la suite d'une dissolution parlementaire décidée par Jacques Chirac.                                                                          |
| XIe         | 12 juin 1997    | 18 juin 2002   | Gérard Hamel           | RPR             | |
| XIIe        | 19 juin 2002    | 19 juin 2007   | Gérard Hamel,          | UMP-RPR,        | |
| XIIIe       | 20 juin 2007    | 19 juin 2012   | Gérard Hamel,          | UMP,            | |
| XIVe        | 20 juin 2012    | 20 juin 2017   | Olivier Marleix        | UMP             | |
| XVe         | 21 juin 2017    | 21 juin 2022   | Olivier Marleix        | LR              | |
| XVIe        | 22 juin 2022    | 9 juin 2024    | Olivier Marleix        | LR              | Mandat écourté à la suite d'une dissolution parlementaire décidée par Emmanuel Macron.                                                                         |
| XVIIe       | 8 juillet 2024  | 7 juillet 2025 | Olivier Marleix        | LR              | Mort le 7 juillet 2025, Olivier Marleix est remplacé par sa suppléante Christelle Minard le lendemain.                                                         |
| XVIIe       | 8 juillet 2025  | En cours       | Christelle Minard      | LR              | Mort le 7 juillet 2025, Olivier Marleix est remplacé par sa suppléante Christelle Minard le lendemain.                                                         |

## Historique des élections

### Élections de 1958
| Candidat       | Candidat              | Parti          | Premier tour | Premier tour | Second tour | Second tour |  |
| Candidat       | Candidat              | Parti          | Voix         | %            | Voix        | %           |  |
| -------------- | --------------------- | -------------- | ------------ | ------------ | ----------- | ----------- |  |
|                | Edmond Thorailler élu | UNR            | 11 142       | 27,34        | 19 645      | 49,81       |  |
|                | Georges Rastel        | CR             | 9 431        | 23,14        | 10 039      | 25,45       |  |
|                | Jean Cauchon          | Modérés        | 7 412        | 18,19        | Retrait     | Retrait     |  |
|                | Émile Vivier          | SFIO           | 5 977        | 14,67        | 4 378       | 11,1        |  |
|                | Charles Hubert        | PCF            | 5 791        | 14,21        | 5 378       | 13,64       |  |
|                | Marius Bouillon       | UFF            | 997          | 2,45         |             |             |  |
|                |                       |                |              |              |             |             |  |
| Inscrits       | Inscrits              | Inscrits       | 52 730       | 100,00       | 52 721      | 100,00      |  |
| Abstentions    | Abstentions           | Abstentions    | 11 064       | 20,98        | 12 569      | 23,84       |  |
| Votants        | Votants               | Votants        | 41 666       | 79,02        | 40 152      | 76,16       |  |
| Blancs et nuls | Blancs et nuls        | Blancs et nuls | 916          | 2,2          | 712         | 1,77        |  |
| Exprimés       | Exprimés              | Exprimés       | 40 750       | 97,8         | 39 440      | 98,23       |  |

Le suppléant d'Edmond Thorailler était Marcel Lechesne, minotier, conseiller général du canton de Courville-sur-Eure, maire de Landelles.

### Élections de 1962
| Candidat       | Candidat                        | Parti          | Premier tour | Premier tour | Second tour | Second tour |  |
| Candidat       | Candidat                        | Parti          | Voix         | %            | Voix        | %           |  |
| -------------- | ------------------------------- | -------------- | ------------ | ------------ | ----------- | ----------- |  |
|                | Edmond Thorailler sortant réélu | UNR-UDT        | 15 808       | 45,27        | 20 420      | 54,73       |  |
|                | Émile Vivier                    | SFIO           | 6 913        | 19,8         | 16 888      | 45,27       |  |
|                | Georges Juillot                 | PCF            | 5 696        | 16,31        | Retrait     | Retrait     |  |
|                | Henri Morny                     | Radsoc         | 3 791        | 10,86        | Retrait     | Retrait     |  |
|                | Jacques Hublot                  | CNIP           | 2 709        | 7,76         | Retrait     | Retrait     |  |
|                |                                 |                |              |              |             |             |  |
| Inscrits       | Inscrits                        | Inscrits       | 53 773       | 100,00       | 53 686      | 100,00      |  |
| Abstentions    | Abstentions                     | Abstentions    | 17 696       | 32,91        | 15 074      | 28,08       |  |
| Votants        | Votants                         | Votants        | 36 077       | 67,09        | 38 612      | 71,92       |  |
| Blancs et nuls | Blancs et nuls                  | Blancs et nuls | 1 160        | 3,22         | 1 304       | 3,38        |  |
| Exprimés       | Exprimés                        | Exprimés       | 34 917       | 96,78        | 37 308      | 96,62       |  |

Raoul Blavat, diamantaire, maire de Berchères-sur-Vesgre, était suppléant d'Edmond Thorailler.

### Élections de 1967
| Candidat       | Candidat                  | Parti          | Premier tour | Premier tour | Second tour | Second tour |  |
| Candidat       | Candidat                  | Parti          | Voix         | %            | Voix        | %           |  |
| -------------- | ------------------------- | -------------- | ------------ | ------------ | ----------- | ----------- |  |
|                | Edmond Thorailler sortant | UD-Ve          | 19 841       | 43,75        | 22 623      | 49,76       |  |
|                | Émile Vivier élu          | SFIO (FGDS)    | 12 753       | 28,12        | 22 843      | 50,24       |  |
|                | Georges Juillot           | PCF            | 7 608        | 16,78        | Retrait     | Retrait     |  |
|                | Gilbert Goujard           | CD (PDM)       | 5 145        | 11,35        |             |             |  |
|                |                           |                |              |              |             |             |  |
| Inscrits       | Inscrits                  | Inscrits       | 57 598       | 100,00       | 57 600      | 100,00      |  |
| Abstentions    | Abstentions               | Abstentions    | 11 035       | 19,16        | 10 987      | 19,07       |  |
| Votants        | Votants                   | Votants        | 46 563       | 80,84        | 46 613      | 80,93       |  |
| Blancs et nuls | Blancs et nuls            | Blancs et nuls | 1 216        | 2,61         | 1 147       | 2,46        |  |
| Exprimés       | Exprimés                  | Exprimés       | 45 347       | 97,39        | 45 466      | 97,54       |  |

Le suppléant d'Émile Vivier était Maurice Legendre, cultivateur-apiculteur, maire de Vernouillet.

### Élections de 1968
| Candidat       | Candidat              | Parti          | Premier tour | Premier tour | Second tour | Second tour |  |
| Candidat       | Candidat              | Parti          | Voix         | %            | Voix        | %           |  |
| -------------- | --------------------- | -------------- | ------------ | ------------ | ----------- | ----------- |  |
|                | Edmond Thorailler élu | UDR (URP)      | 17 670       | 37,92        | 25 087      | 54,46       |  |
|                | Émile Vivier sortant  | SFIO (FGDS)    | 13 219       | 28,37        | 20 976      | 45,54       |  |
|                | Jean Cauchon          | CD (PDM)       | 9 060        | 19,44        | Retrait     | Retrait     |  |
|                | Georges Juillot       | PCF            | 5 497        | 11,8         |             |             |  |
|                | Jacques Dujardin      | PSU            | 1 157        | 2,48         |             |             |  |
|                |                       |                |              |              |             |             |  |
| Inscrits       | Inscrits              | Inscrits       | 57 393       | 100,00       | 57 377      | 100,00      |  |
| Abstentions    | Abstentions           | Abstentions    | 10 189       | 17,75        | 10 406      | 18,14       |  |
| Votants        | Votants               | Votants        | 47 204       | 82,25        | 46 971      | 81,86       |  |
| Blancs et nuls | Blancs et nuls        | Blancs et nuls | 601          | 1,27         | 908         | 1,93        |  |
| Exprimés       | Exprimés              | Exprimés       | 46 603       | 98,73        | 46 063      | 98,07       |  |

Le suppléant d'Edmond Thorailler était le Docteur Martial Taugourdeau, maire de Tremblay-les-Villages.

### Élections de 1973
| Candidat       | Candidat                  | Parti                  | Premier tour | Premier tour | Second tour | Second tour |  |
| Candidat       | Candidat                  | Parti                  | Voix         | %            | Voix        | %           |  |
| -------------- | ------------------------- | ---------------------- | ------------ | ------------ | ----------- | ----------- |  |
|                | Edmond Thorailler sortant | UDR (URP)              | 17 925       | 34,1         | 26 205      | 49,13       |  |
|                | Maurice Legendre élu      | PS (UGSD)              | 13 814       | 26,28        | 27 133      | 50,87       |  |
|                | Georges Juillot           | PCF                    | 8 149        | 15,5         | Retrait     | Retrait     |  |
|                | Gilbert Goujard           | CD (MR)                | 7 168        | 13,64        | Retrait     | Retrait     |  |
|                | Robert Tardif             | CNIP                   | 2 480        | 4,72         |             |             |  |
|                | Alain Moreau-Defarges     | Divers gauche (Radsoc) | 2 136        | 4,06         |             |             |  |
|                | Denis Marx                | LCR                    | 897          | 1,71         |             |             |  |
|                |                           |                        |              |              |             |             |  |
| Inscrits       | Inscrits                  | Inscrits               | 65 138       | 100,00       | 65 148      | 100,00      |  |
| Abstentions    | Abstentions               | Abstentions            | 11 250       | 17,27        | 10 192      | 15,64       |  |
| Votants        | Votants                   | Votants                | 53 888       | 82,73        | 54 956      | 84,36       |  |
| Blancs et nuls | Blancs et nuls            | Blancs et nuls         | 1 319        | 2,45         | 1 618       | 2,94        |  |
| Exprimés       | Exprimés                  | Exprimés               | 52 569       | 97,55        | 53 338      | 97,06       |  |

Le suppléant de Maurice Legendre était Raymond Bataille, menuisier-charpentier, conseiller général du canton de Courville-sur-Eure, maire de Saint-Georges-sur-Eure.

### Élections de 1978
| Candidat       | Candidat                 | Parti          | Premier tour | Premier tour | Second tour | Second tour |  |
| Candidat       | Candidat                 | Parti          | Voix         | %            | Voix        | %           |  |
| -------------- | ------------------------ | -------------- | ------------ | ------------ | ----------- | ----------- |  |
|                | Maurice Legendre sortant | PS             | 19 120       | 29,02        | 33 264      | 48,79       |  |
|                | Martial Taugourdeau élu  | RPR            | 16 008       | 24,3         | 34 909      | 51,21       |  |
|                | Yves Cauchon             | UDF (CDS)      | 14 865       | 22,56        | Retrait     | Retrait     |  |
|                | Nadine Hernandez         | PCF            | 10 008       | 15,19        | Retrait     | Retrait     |  |
|                | Albert-Charles Meyer     | PSD            | 1 829        | 2,78         |             |             |  |
|                | Nicole Giraud            | LO             | 1 796        | 2,73         |             |             |  |
|                | Jean-Pierre Stirbois     | FN             | 1 332        | 2,02         |             |             |  |
|                | Francine Mas             | LCR            | 926          | 1,41         |             |             |  |
|                |                          |                |              |              |             |             |  |
| Inscrits       | Inscrits                 | Inscrits       | 79 610       | 100,00       | 79 601      | 100,00      |  |
| Abstentions    | Abstentions              | Abstentions    | 12 117       | 15,22        | 10 244      | 12,87       |  |
| Votants        | Votants                  | Votants        | 67 493       | 84,78        | 69 357      | 87,13       |  |
| Blancs et nuls | Blancs et nuls           | Blancs et nuls | 1 609        | 2,38         | 1 184       | 1,71        |  |
| Exprimés       | Exprimés                 | Exprimés       | 65 884       | 97,62        | 68 173      | 98,29       |  |

Le suppléant de Martial Taugourdeau était René-Jean Fontanille, avocat à Dreux.

### Élections de 1981
| Candidat       | Candidat                    | Parti          | Premier tour | Premier tour | Second tour | Second tour |  |
| Candidat       | Candidat                    | Parti          | Voix         | %            | Voix        | %           |  |
| -------------- | --------------------------- | -------------- | ------------ | ------------ | ----------- | ----------- |  |
|                | Françoise Gaspard élue      | PS             | 24 739       | 40,63        | 34 446      | 51,49       |  |
|                | Martial Taugourdeau sortant | RPR (UNM)      | 22 024       | 36,17        | 32 446      | 48,51       |  |
|                | Yves Cauchon                | UDF (CDS)      | 6 808        | 11,18        |             |             |  |
|                | Nadine Hernandez            | PCF            | 5 318        | 8,73         |             |             |  |
|                | Jean-Pierre Stirbois        | FN             | 1 322        | 2,17         |             |             |  |
|                | Francine Mas                | LCR            | 675          | 1,11         |             |             |  |
|                |                             |                |              |              |             |             |  |
| Inscrits       | Inscrits                    | Inscrits       | 85 143       | 100,00       | 85 142      | 100,00      |  |
| Abstentions    | Abstentions                 | Abstentions    | 23 470       | 27,57        | 17 310      | 20,33       |  |
| Votants        | Votants                     | Votants        | 61 673       | 72,43        | 67 832      | 79,67       |  |
| Blancs et nuls | Blancs et nuls              | Blancs et nuls | 787          | 1,28         | 940         | 1,39        |  |
| Exprimés       | Exprimés                    | Exprimés       | 60 886       | 98,72        | 66 892      | 98,61       |  |

La suppléante de Françoise Gaspard était Jocelyne Petit, institutrice, d'Ymeray, conseillère générale du canton de Maintenon.

### Élections de 1988
| Candidat       | Candidat                          | Parti          | Premier tour | Premier tour | Second tour | Second tour |  |
| Candidat       | Candidat                          | Parti          | Voix         | %            | Voix        | %           |  |
| -------------- | --------------------------------- | -------------- | ------------ | ------------ | ----------- | ----------- |  |
|                | Martial Taugourdeau sortant réélu | RPR (URC)      | 15 897       | 40,89        | 23 768      | 55,84       |  |
|                | Françoise Gaspard sortante        | PS             | 13 063       | 33,6         | 18 799      | 44,16       |  |
|                | Marie-France Stirbois             | FN             | 6 134        | 15,78        |             |             |  |
|                | Gisèle Quérité                    | PCF            | 1 770        | 4,55         |             |             |  |
|                | Christian Mager-Maury             | MRG            | 1 212        | 3,12         |             |             |  |
|                | Jacques Lefebvre                  | Extrême gauche | 803          | 2,07         |             |             |  |
|                |                                   |                |              |              |             |             |  |
| Inscrits       | Inscrits                          | Inscrits       | 60 162       | 100,00       | 60 158      | 100,00      |  |
| Abstentions    | Abstentions                       | Abstentions    | 20 611       | 34,26        | 16 574      | 27,55       |  |
| Votants        | Votants                           | Votants        | 39 551       | 65,74        | 43 584      | 72,45       |  |
| Blancs et nuls | Blancs et nuls                    | Blancs et nuls | 672          | 1,7          | 1 017       | 2,33        |  |
| Exprimés       | Exprimés                          | Exprimés       | 38 879       | 98,3         | 42 567      | 97,67       |  |

Le suppléant de Martial Taugourdeau était Michel Lethuillier, minotier, conseiller général du canton de Dreux-Est, maire de Chérisy.

### Élection partielle de 1989
À la suite de la démission le 2 octobre 1989 du député RPR Martial Taugourdeau qui venait d'être élu sénateur, une élection législative partielle est organisée. Celle-ci a lieu les 26 novembre et 3 décembre 1989.
| Candidat       | Candidat                   | Parti          | Premier tour | Premier tour | Second tour | Second tour |  |
| Candidat       | Candidat                   | Parti          | Voix         | %            | Voix        | %           |  |
| -------------- | -------------------------- | -------------- | ------------ | ------------ | ----------- | ----------- |  |
|                | Marie-France Stirbois élue | FN             | 11 164       | 42,49        | 18 331      | 61,30       |  |
|                | Michel Lethuillier         | RPR            | 6 452        | 24,55        | 11 572      | 38,70       |  |
|                | Claude Nespoulous          | PS             | 4 762        | 18,12        |             |             |  |
|                | Gérard Laboureur           | Les Verts      | 1 281        | 4,87         |             |             |  |
|                | Michel Legendre            | MRG            | 1 108        | 4,21         |             |             |  |
|                | Gisèle Quérité             | PCF            | 1 024        | 3,89         |             |             |  |
|                | Serge Jones                | diss. RPR      | 481          | 1,83         |             |             |  |
|                |                            |                |              |              |             |             |  |
| Inscrits       | Inscrits                   | Inscrits       | 60 605       | 100,00       | 60 502      | 100,00      |  |
| Abstentions    | Abstentions                | Abstentions    | 33 904       | 55,94        | 27 610      | 45,63       |  |
| Votants        | Votants                    | Votants        | 26 701       | 44,06        | 32 892      | 54,37       |  |
| Blancs et nuls | Blancs et nuls             | Blancs et nuls | 429          | 1,61         | 2 989       | 9,09        |  |
| Exprimés       | Exprimés                   | Exprimés       | 26 272       | 98,39        | 29 903      | 90,91       |  |

Le suppléant de Marie-France Stirbois était Robert Dubois.

### Élections de 1993
| Candidat       | Candidat                       | Parti                      | Premier tour | Premier tour | Second tour | Second tour |  |
| Candidat       | Candidat                       | Parti                      | Voix         | %            | Voix        | %           |  |
| -------------- | ------------------------------ | -------------------------- | ------------ | ------------ | ----------- | ----------- |  |
|                | Marie-France Stirbois sortante | FN                         | 15 476       | 36,85        | 19 829      | 49,87       |  |
|                | Gérard Hamel élu               | RPR (UPF)                  | 12 327       | 29,35        | 19 935      | 50,13       |  |
|                | Roger Bambuck                  | Divers gauche (ADFP)       | 5 397        | 12,85        |             |             |  |
|                | François Fillon                | Les Verts (EÉ)             | 3 397        | 8,09         |             |             |  |
|                | Gisèle Quérité                 | PCF                        | 1 837        | 4,37         |             |             |  |
|                | Louis Jade                     | LT-LNÉ                     | 917          | 2,18         |             |             |  |
|                | Béatrice Jaffrenou             | PT                         | 656          | 1,56         |             |             |  |
|                | Angeline Gléhen                | Divers gauche (Maj. prés.) | 641          | 1,21         |             |             |  |
|                | Alain Laurent                  | UDI                        | 507          | 1,21         |             |             |  |
|                | Christophe Ducrot              | AP                         | 427          | 1,02         |             |             |  |
|                | Michel Bréaud                  | LCR                        | 417          | 0,99         |             |             |  |
|                |                                |                            |              |              |             |             |  |
| Inscrits       | Inscrits                       | Inscrits                   | 62 999       | 100,00       | 62 999      | 100,00      |  |
| Abstentions    | Abstentions                    | Abstentions                | 19 241       | 30,54        | 19 062      | 30,26       |  |
| Votants        | Votants                        | Votants                    | 43 758       | 69,46        | 43 937      | 69,74       |  |
| Blancs et nuls | Blancs et nuls                 | Blancs et nuls             | 1 759        | 4,02         | 4 173       | 9,5         |  |
| Exprimés       | Exprimés                       | Exprimés                   | 41 999       | 95,98        | 39 764      | 90,5        |  |

Le suppléant de Gérard Hamel était Guy Naveau, agriculteur, maire de Rueil-la-Gadelière.

### Élections de 1997
| Candidat       | Candidat                   | Parti          | Premier tour | Premier tour | Second tour | Second tour |  |
| Candidat       | Candidat                   | Parti          | Voix         | %            | Voix        | %           |  |
| -------------- | -------------------------- | -------------- | ------------ | ------------ | ----------- | ----------- |  |
|                | Marie-France Stirbois      | FN             | 12 755       | 31,41        | 17 000      | 43,83       |  |
|                | Gérard Hamel sortant réélu | RPR            | 11 041       | 27,19        | 21 789      | 56,17       |  |
|                | Birgitta Hessel            | PS (PCF)       | 9 671        | 23,81        | Retrait     | Retrait     |  |
|                | Dieudonné M'Bala M'Bala    | Divers gauche  | 3 145        | 7,74         |             |             |  |
|                | Michel Barre               | MPF (LDI)      | 1 716        | 4,23         |             |             |  |
|                | Sylvain Sourdain           | GÉ             | 1 399        | 3,44         |             |             |  |
|                | Béatrice Jaffrenou         | PT             | 849          | 2,09         |             |             |  |
|                | Gisèle Quérité             | PCF            | 35           | 0,09         |             |             |  |
|                |                            |                |              |              |             |             |  |
| Inscrits       | Inscrits                   | Inscrits       | 63 608       | 100,00       | 63 617      | 100,00      |  |
| Abstentions    | Abstentions                | Abstentions    | 21 539       | 33,86        | 19 560      | 30,75       |  |
| Votants        | Votants                    | Votants        | 42 069       | 66,14        | 44 057      | 69,25       |  |
| Blancs et nuls | Blancs et nuls             | Blancs et nuls | 1 458        | 3,47         | 5 268       | 11,96       |  |
| Exprimés       | Exprimés                   | Exprimés       | 40 611       | 96,53        | 38 789      | 88,04       |  |

Le suppléant de Gérard Hamel était Guy Naveau, agriculteur, maire de Rueil-la-Gadelière.

### Élections de 2002
| Candidat       | Candidat                   | Parti            | Premier tour | Premier tour | Second tour | Second tour |  |
| Candidat       | Candidat                   | Parti            | Voix         | %            | Voix        | %           |  |
| -------------- | -------------------------- | ---------------- | ------------ | ------------ | ----------- | ----------- |  |
|                | Gérard Hamel sortant réélu | UMP              | 17 505       | 45,09        | 21 356      | 62,56       |  |
|                | Birgitta Hessel            | PS               | 9 398        | 24,21        | 12 779      | 37,44       |  |
|                | François Avon              | FN               | 7 196        | 18,53        |             |             |  |
|                | Marie Dulac                | CPNT             | 1 159        | 2,99         |             |             |  |
|                | Gisèle Quérité             | PCF              | 891          | 2,29         |             |             |  |
|                | Vincent Chevrollier        | LO               | 662          | 1,71         |             |             |  |
|                | Danielle Bourdier-Aubert   | Pôle républicain | 615          | 1,58         |             |             |  |
|                | Béatrice Jaffrenou         | PT               | 556          | 1,43         |             |             |  |
|                | Colette Mégret             | MNR              | 493          | 1,27         |             |             |  |
|                | Jean-Manuel Neves          | Divers           | 349          | 0,9          |             |             |  |
|                |                            |                  |              |              |             |             |  |
| Inscrits       | Inscrits                   | Inscrits         | 64 752       | 100,00       | 64 745      | 100,00      |  |
| Abstentions    | Abstentions                | Abstentions      | 25 095       | 38,76        | 28 815      | 44,51       |  |
| Votants        | Votants                    | Votants          | 39 657       | 61,24        | 35 930      | 55,49       |  |
| Blancs et nuls | Blancs et nuls             | Blancs et nuls   | 833          | 2,1          | 1 795       | 5           |  |
| Exprimés       | Exprimés                   | Exprimés         | 38 824       | 97,9         | 34 135      | 95          |  |

La suppléante de Gérard Hamel était Chantal Deseyne, de Dreux.

### Élections de 2007
| Candidat       | Candidat                   | Parti          | Premier tour | Premier tour | Second tour | Second tour |  |
| Candidat       | Candidat                   | Parti          | Voix         | %            | Voix        | %           |  |
| -------------- | -------------------------- | -------------- | ------------ | ------------ | ----------- | ----------- |  |
|                | Gérard Hamel sortant réélu | UMP            | 18 662       | 47,37        | 22 120      | 60,41       |  |
|                | Birgitta Hessel            | PS             | 8 472        | 21,5         | 14 496      | 39,59       |  |
|                | Jean-Pierre Gaboriau       | UDF–MoDem      | 4 118        | 10,45        |             |             |  |
|                | Jacques Dautrème           | FN             | 3 061        | 7,77         |             |             |  |
|                | Françoise Duthu            | Les Verts      | 1 277        | 3,24         |             |             |  |
|                | Martine Galvin             | LCR            | 827          | 2,1          |             |             |  |
|                | Jocelyne Rigourd           | MPF            | 797          | 2,02         |             |             |  |
|                | Gisèle Quérité             | PCF            | 788          | 2            |             |             |  |
|                | Véronique Genet            | CPNT           | 637          | 1,62         |             |             |  |
|                | Vincent Chevrollier        | LO             | 404          | 1,03         |             |             |  |
|                | Béatrice Jaffrenou         | PT             | 356          | 0,9          |             |             |  |
|                |                            |                |              |              |             |             |  |
| Inscrits       | Inscrits                   | Inscrits       | 70 131       | 100,00       | 70 133      | 100,00      |  |
| Abstentions    | Abstentions                | Abstentions    | 30 088       | 42,9         | 32 012      | 45,64       |  |
| Votants        | Votants                    | Votants        | 40 043       | 57,1         | 38 121      | 54,36       |  |
| Blancs et nuls | Blancs et nuls             | Blancs et nuls | 644          | 1,61         | 1 505       | 3,95        |  |
| Exprimés       | Exprimés                   | Exprimés       | 39 399       | 98,39        | 36 616      | 96,05       |  |

La suppléante de Gérard Hamel était Chantal Deseyne, de Dreux.

### Élections de 2012
| Candidat       | Candidat                | Parti          | Premier tour | Premier tour | Second tour | Second tour |  |
| Candidat       | Candidat                | Parti          | Voix         | %            | Voix        | %           |  |
| -------------- | ----------------------- | -------------- | ------------ | ------------ | ----------- | ----------- |  |
|                | Olivier Marleix élu     | UMP            | 14 101       | 36,76        | 20 402      | 53,64       |  |
|                | Gisèle Boullais         | PS (EÉLV, PRG) | 12 538       | 32,68        | 17 630      | 46,36       |  |
|                | Jérôme Van de Putte     | RBM (FN)       | 6 419        | 16,73        |             |             |  |
|                | Gisèle Quérité          | FG (PCF) (ALT) | 1 578        | 4,11         |             |             |  |
|                | Jacques Dautreme        | PDF            | 803          | 2,09         |             |             |  |
|                | Rondro Tsizaza          | CpF (MoDem)    | 481          | 1,25         |             |             |  |
|                | Dieudonné M'bala M'bala | PAS            | 436          | 1,14         |             |             |  |
|                | Christine Chassaing     | LFA (AÉI)      | 419          | 1,09         |             |             |  |
|                | Fatima Mention-Karboubi | PRV            | 312          | 0,81         |             |             |  |
|                | Dominique Maillot       | POI            | 299          | 0,78         |             |             |  |
|                | Mourad Souni            | LGM            | 287          | 0,75         |             |             |  |
|                | Mireille Dambrun        | DLR            | 209          | 0,54         |             |             |  |
|                | Luc Viry                | LO             | 166          | 0,43         |             |             |  |
|                | Typhaine Rahault        | NPA            | 157          | 0,41         |             |             |  |
|                | Alain Aripa             | UPF            | 156          | 0,41         |             |             |  |
|                |                         |                |              |              |             |             |  |
| Inscrits       | Inscrits                | Inscrits       | 71 962       | 100,00       | 71 962      | 100,00      |  |
| Abstentions    | Abstentions             | Abstentions    | 32 983       | 45,83        | 32 768      | 45,54       |  |
| Votants        | Votants                 | Votants        | 38 979       | 54,17        | 39 194      | 54,46       |  |
| Blancs et nuls | Blancs et nuls          | Blancs et nuls | 618          | 1,59         | 1 162       | 2,96        |  |
| Exprimés       | Exprimés                | Exprimés       | 38 361       | 98,41        | 38 032      | 97,04       |  |

La suppléante d'Olivier Marleix était Christelle Minard, agricultrice, de Tremblay-les-Villages.

### Élections de 2017
|                                                                             |                                                                                          |                           |                           |                          |                          |
|                                                                             |                                                                                          | Premier tour 11 juin 2017 | Premier tour 11 juin 2017 | Second tour 18 juin 2017 | Second tour 18 juin 2017 |
|                                                                             |                                                                                          |                           |                           |                          |                          |
|                                                                             |                                                                                          | Nombre                    | % des inscrits            | Nombre                   | % des inscrits           |
| Inscrits                                                                    | Inscrits                                                                                 | 74 309                    | 100,00                    | 74 320                   | 100,00                   |
| Abstentions                                                                 | Abstentions                                                                              | 41 198                    | 55,44                     | 44 548                   | 59,94                    |
| Votants                                                                     | Votants                                                                                  | 33 111                    | 44,56                     | 29 772                   | 40,06                    |
|                                                                             |                                                                                          |                           | % des votants             |                          | % des votants            |
| Bulletins blancs                                                            | Bulletins blancs                                                                         | 475                       | 1,43                      | 1 689                    | 5,67                     |
| Bulletins nuls                                                              | Bulletins nuls                                                                           | 189                       | 0,57                      | 628                      | 2,11                     |
| Suffrages exprimés                                                          | Suffrages exprimés                                                                       | 32 447                    | 97,99                     | 27 455                   | 92,22                    |
|                                                                             |                                                                                          |                           |                           |                          |                          |
| Candidat Étiquette politique (partis et alliances)                          | Candidat Étiquette politique (partis et alliances)                                       | Voix                      | % des exprimés            | Voix                     | % des exprimés           |
|                                                                             |                                                                                          |                           |                           |                          |                          |
|                                                                             | Claire Tassadit Houd La République en marche !                                           | 9 486                     | 29,24                     | 11 152                   | 40,62                    |
|                                                                             | Olivier Marleix (député sortant) Les Républicains (Union des démocrates et indépendants) | 9 447                     | 29,12                     | 16 303                   | 59,38                    |
|                                                                             | Aleksandar Nikolic Front national                                                        | 5 566                     | 17,15                     |                          |                          |
|                                                                             | Jean-Michel Dejenne La France insoumise                                                  | 3 222                     | 9,93                      |                          |                          |
|                                                                             | Nadia Faveris Parti socialiste (Parti radical de gauche)                                 | 1 206                     | 3,72                      |                          |                          |
|                                                                             | Youssef Lamrini Europe Écologie Les Verts                                                | 1 049                     | 3,23                      |                          |                          |
|                                                                             | Marie-France Ceccaldi Debout la France                                                   | 747                       | 2,30                      |                          |                          |
|                                                                             | Vincent Texier Extrême droite (Front libéré)                                             | 307                       | 0,95                      |                          |                          |
|                                                                             | Luc Viry Lutte ouvrière                                                                  | 294                       | 0,91                      |                          |                          |
|                                                                             | Dominique Maillot Extrême gauche (Parti ouvrier indépendant démocratique)                | 288                       | 0,89                      |                          |                          |
|                                                                             | Hüseyin Karaoglan Divers (Parti égalité et justice)                                      | 261                       | 0,80                      |                          |                          |
|                                                                             | Jean-Marie Pillet Divers droite                                                          | 233                       | 0,72                      |                          |                          |
|                                                                             | Catherine Valarcher Divers (Union populaire républicaine)                                | 208                       | 0,64                      |                          |                          |
|                                                                             | Ludovic Loudière Écologiste (Union des démocrates et des écologistes)                    | 133                       | 0,41                      |                          |                          |
| Source : Ministère de l'Intérieur - Deuxième circonscription d'Eure-et-Loir |                                                                                          |                           |                           |                          |                          |

La suppléante d'Olivier Marleix était Christelle Minard, agricultrice, de Tremblay-les-Villages.

### Élections de 2022
|                                                    |                                                                                |                           |                           |                          |                          |
|                                                    |                                                                                | Premier tour 12 juin 2022 | Premier tour 12 juin 2022 | Second tour 19 juin 2022 | Second tour 19 juin 2022 |
|                                                    |                                                                                |                           |                           |                          |                          |
|                                                    |                                                                                | Nombre                    | % des inscrits            | Nombre                   | % des inscrits           |
| Inscrits                                           | Inscrits                                                                       | 75 045                    | 100                       | 75 046                   | 100                      |
| Abstentions                                        | Abstentions                                                                    | 42 324                    | 56,40                     | 44 205                   | 58,90                    |
| Votants                                            | Votants                                                                        | 32 721                    | 43,60                     | 30 841                   | 41,10                    |
|                                                    |                                                                                |                           | % des votants             |                          | % des votants            |
| Bulletins blancs                                   | Bulletins blancs                                                               | 403                       | 1,23                      | 1 574                    | 5,10                     |
| Bulletins nuls                                     | Bulletins nuls                                                                 | 153                       | 0,47                      | 456                      | 1,48                     |
| Suffrages exprimés                                 | Suffrages exprimés                                                             | 32 165                    | 98,30                     | 28 811                   | 93,42                    |
|                                                    |                                                                                |                           |                           |                          |                          |
| Candidat Étiquette politique (partis et alliances) | Candidat Étiquette politique (partis et alliances)                             | Voix                      | % des exprimés            | Voix                     | % des exprimés           |
|                                                    |                                                                                |                           |                           |                          |                          |
|                                                    | Olivier Marleix* Les Républicains                                              | 9 124                     | 28,37                     | 17 957                   | 62,33                    |
|                                                    | Aleksandar Nikolic Rassemblement national                                      | 7 880                     | 24,50                     | 10 854                   | 37,67                    |
|                                                    | Kevin Boëté Nouvelle Union populaire écologique et sociale La France insoumise | 5 998                     | 18,65                     |                          |                          |
|                                                    | Maxime David Ensemble !                                                        | 5 271                     | 16,39                     |                          |                          |
|                                                    | Agnès d'Amilly Reconquête                                                      | 966                       | 3,00                      |                          |                          |
|                                                    | Sylvie Castro L'écologie au centre                                             | 833                       | 2,59                      |                          |                          |
|                                                    | Yassin Chaary Nouvelle Union populaire écologique et sociale (dissident)       | 631                       | 1,96                      |                          |                          |
|                                                    | Pierre-Marcel Reignier Parti animaliste                                        | 507                       | 1,58                      |                          |                          |
|                                                    | Emeline Luzeau Debout la France !                                              | 362                       | 1,13                      |                          |                          |
|                                                    | Béatrice Jaffrenou Parti ouvrier indépendant démocratique                      | 343                       | 1,07                      |                          |                          |
|                                                    | Adrien Denis Lutte ouvrière                                                    | 216                       | 0,67                      |                          |                          |
|                                                    | Emmanuelle Kraemer Parti communiste révolutionnaire de France                  | 34                        | 0,11                      |                          |                          |
| * Député sortant                                   |                                                                                |                           |                           |                          |                          |

La suppléante d'Olivier Marleix était Christelle Minard, agricultrice, de Tremblay-les-Villages.

### Élections de 2024
| Candidat                 | Candidat                 | Parti et coalition       | Nuance                   | Premier tour | Premier tour | Second tour | Second tour |
| Candidat                 | Candidat                 | Parti et coalition       | Nuance                   | Voix         | %            | Voix        | %           |
| ------------------------ | ------------------------ | ------------------------ | ------------------------ | ------------ | ------------ | ----------- | ----------- |
|                          | Olivier Dubois           | RN                       | RN                       | 17 908       | 38,32        | 19 727      | 42,75       |
|                          | Olivier Marleix          | LR                       | LR                       | 12 109       | 25,93        | 26 422      | 57,25       |
|                          | Nadia Faveris            | PS (NFP)                 | UG                       | 11 956       | 25,59        | Retrait     | Retrait     |
|                          | Florent Mazy             | HOR (ENS)                | ENS                      | 3 381        | 7,24         |             |             |
|                          | Béatrice Jaffrenou       | PT                       | EXG                      | 535          | 1,15         |             |             |
|                          | Florence Rogé            | REC                      | REC                      | 477          | 1,02         |             |             |
|                          | Adrien Denis             | LO                       | EXG                      | 357          | 0,76         |             |             |
|                          |                          |                          |                          |              |              |             |             |
| Votes valides            | Votes valides            | Votes valides            | Votes valides            | 46 723       | 97,95        |             |             |
| Votes blancs             | Votes blancs             | Votes blancs             | Votes blancs             | 723          | 1,52         |             |             |
| Votes nuls               | Votes nuls               | Votes nuls               | Votes nuls               | 257          | 0,54         |             |             |
| Total                    | Total                    | Total                    | Total                    | 47 703       | 100          |             | 100         |
| Abstention               | Abstention               | Abstention               | Abstention               | 27 860       | 36,87        |             |             |
| Inscrits / participation | Inscrits / participation | Inscrits / participation | Inscrits / participation | 75 563       | 63,13        |             |             |

La suppléante d'Olivier Marleix est Christelle Minard, agricultrice, maire de Tremblay-les-Villages. Elle le remplace le 8 juillet 2025.

#### Département d'Eure-et-Loir
- La fiche de l'INSEE de cette circonscription : « Tableaux et Analyses de la deuxième circonscription d'Eure-et-Loir », sur insee.fr, Institut national de la statistique et des études économiques (consulté le 10 juin 2007) [PDF].
- « Tous les députés du département d'Eure-et-Loir depuis 1789 », sur assemblee-nationale.fr, Assemblée nationale française (consulté le 10 juin 2007).
- « Informations contentieuses sur le département d'Eure-et-Loir (Élections législatives de 2002) », sur conseil-constitutionnel.fr, Conseil constitutionnel (consulté le 13 juin 2007).

#### Circonscriptions en France
- « Carte des circonscriptions législatives en France », sur assemblee-nationale.fr, Assemblée nationale française (consulté le 20 juin 2007).
- « Résultats électoraux officiels en France », sur interieur.gouv.fr, ministère de l'Intérieur (France) (consulté le 13 juin 2007).
- Description et Atlas des circonscriptions électorales françaises sur atlaspol.com, Atlaspol, site de cartographie géopolitique, consulté le 13 juin 2007.